# Відкритий чемпіонат Франції з тенісу 2025
Відкритий чемпіонат Франції з тенісу 2025 — тенісний турнір, що проходив на відкритих ґрунтових кортах Стад Ролан Гаррос у Парижі з 25 травня по 8 червня 2025 року. Це був 124-й Відкритий чемпіонат Франції, другий турнір Великого шолома в календарному році.
Свої титули в одиночних розрядах захищали Карлос Алькарас серед чоловіків та Іга Свйонтек серед жінок.

## Турнір
Турнір проходив під егідою Міжнародної федерації тенісу і був складовою частиною ATP та WTA турів сезону 2025. Матчі гралися на 23 кортах, серед яких 3 шоу-корти: корт Філіппа Шартріє, корт Сюзан Ланглен та корт Сюзан Матьє.
До програми турніру входили одиночні й парні змагання серед чоловіків та жінок, мікст, одиночні змагання серед хлопців та дівчат й змагання тенісистів на інвалідних візках.

## Огляд подій та результатів
Іспанець Карлос Алькарас захистив титул чемпіона Франції. Це для нього третя перемога на паризьких кортах і п'ятий виграний мейджор. 
Серед жінок перемогла американка Коко Гофф. Це її перший тріумф у Парижі та другий виграний грендслем загалом.
У парному чоловічому розряді чемпіонами стали іспанець Марсель Гранольєрс та аргентинець Орасіо Себальйос. Це для них перший виграний мейджор. 
Серед жіночих пар звитяжили італійки Сара Еррані та Джазмін Паоліні. Для Паоліні це перший грендслем, для Еррані шостий у жіночому парному розряді, а, враховуючи ще два виграні мейджори у міксті, —  8 великий шолом загалом.  
У міксті перемогу святкувала італійська пара Сара Еррані та Андреа Вавассорі. Для обох це перша перемога в Парижі й другий виграний мейджор у міксті, Еррані, крім того, може похвалитися 6 грендслемами й великим шоломом за кар'єру в змаганнях жіночих пар.

## Результати фінальних матчів

### Дорослі
| Одиночний розряд. Чоловіки Детальніше |                                 |                                         |
| Карлос Алькарас                       | Яннік Сіннер                    | 4–6, 6–7(4–7), 6–4, 7–6(7–3), 7–6(10–2) |
|                                       |                                 |                                         |
| Одиночний розряд. Жінки Детальніше    |                                 |                                         |
| Коко Гофф                             | Орина Соболенко                 | 6–7(5–7), 6–2, 6–4                      |
|                                       |                                 |                                         |
| Парний розряд. Чоловіки Детальніше    |                                 |                                         |
| Марсель Гранольєрс Орасіо Себальйос   | Джо Салісбері Ніл Скупскі       | 6–0, 6–7(5–7), 7–5                      |
|                                       |                                 |                                         |
| Парний розряд. Жінки Детальніше       |                                 |                                         |
| Сара Еррані Джазмін Паоліні           | Анна Даніліна Александра Крунич | 6–4, 2–6, 6–1                           |
|                                       |                                 |                                         |
| Мікст Детальніше                      |                                 |                                         |
| Сара Еррані Андреа Вавассорі          | Тейлор Таунсенд Іван Кінг       | 6–4, 6–2                                |
|                                       |                                 |                                         |

### Юніори
| Одиночний розряд. Хлопці        |                                  |                   |
| Нільс Макдональд                | Макс Шенгаус                     | 6–7(7–5) 6–0, 6–3 |
|                                 |                                  |                   |
| Одиночний розряд. Дівчата       |                                  |                   |
| Ліллі Таггер                    | Ганна Клагмен                    | 6–2, 6–0          |
|                                 |                                  |                   |
| Парний розряд. Хлопці           |                                  |                   |
| Оскарі Пальданіус / Алан Важний | Ноа Джонсон / Бенджамін Віллверт | 6–2, 6–3          |
|                                 |                                  |                   |
| Парний розряд. Дівчата          |                                  |                   |
| Ева Беннеманн / Соня Женіхова   | Алена Ковачкова / Яна Ковачкова  | 4–6, 6–4, [10–8]  |
|                                 |                                  |                   |

## Виноски
1. ↑  Provisional schedule 2025. Процитовано 30 січня 2025.
2. ↑  French 2025 dates. wtatennis.com. Процитовано 19 травня 2025.
3. ↑  French 2025 dates. atptour.com. Процитовано 19 травня 2025.